# Saxifraga sect. Odontophyllae
Saxifraga sect. Odontophyllae es una sección del género Saxifraga. Contiene las siguientes especies:

## Especies
- Saxifraga odontophylla Wall.